# Kostel svatých Andělů strážných (Vidochov)
Kostel svatých Andělů strážných je římskokatolický filiální, bývalý farní, orientovaný kostel v obci Vidochov. Patří do farnosti Pecka. Kostel je od 12. listopadu 1993 chráněn jako kulturní památka České republiky. Stavba na vrchu nad obcí je sakrální dominantou obce.

## Historie
Kostel na místě dřevěné kaple z roku 1728 postavené Georgem Stipelem byl vystavěn v pseudorománském slohu roku 1879. Staviteli kostela byli Václav Feyfar a Josef Korel z Jičína. Dříve byl Vidochov rozdělen mezi dvě fary. Větší dolní část patřila do Dolní Kalné a zemřelí se pochovávali na hřbitově v Čisté. Horní část, kde býval Vidochovec, patřila pod faru v Nové Pace. V letech 1726–1728 byla postavena kaple sv. Andělů Strážných, která byla rozšířena různými přístavbami v první polovině 19. století. Mše se tu konaly zřídka a do farních kostelů bylo daleko, proto obec usilovala o vlastního duchovního správce. Zřízení lokálie bylo povoleno až roku 1852. Lokálie byla postavena naproti škole a prvním lokalistou se stal P. Johann Padauer. Fara byla zřízena v roce 1872 a kostel na místě kaple byl postaven v letech 1877–1879. K farnosti Vidochov byly přifařeny obce Vidochovec, Nedaříž a Horka, vikariátem patřila fara do Vrchlabí.

## Architektura
Pětiboká hlavní loď s křížovou klenbou s pilastry je obdélného půdorysu, dělená jednoduchými opěráky a zakrytá sedlovou střechou. Kostel je postaven v novorománském slohu s gotickým motivem. Hlavní vchod do lodi je v bohatě zdobeném ústupkovém portálu s vloženými sloupky a tympanonem s obloučkovým motivem. Tvarově podobný, ale méně zdobený portál bočního vchodu na jižním průčelí není pro špatný stav schodiště používán.
Přiléhající obdélníkový presbytář zaklenutý křížovou klenbou je zastřešen valbovou střechou. K presbytáři je při jižním průčelí přistavěna českou plackou zaklenutá sakristie se sedlovou střechou a vchodem v jižním průčelí věže. Vstupní portál je jednoduchý, ústupkový, kamenný s jedním párem vložených sloupů a obloučkovým tympanonem s reliéfem kříže. Střechy jsou kryty červenými eternitovými šablonami. Dominantou stavby je pravoúhlá čtyřpatrová hranolová věž při severním průčelí presbytáře se zdobenou jehlancovou střechou z falcového plechu na vrcholu ukončená makovicí s křížem. V severním průčelí věže je čtvrtý vchod do kostela.
Obvod lodi a presbytář je zdoben plastickým obloučkovým vlysem. V lodi je pět párů oken, v presbytáři dvě sdružená okna a na východní straně kulaté okénko. Okna jsou zaklenutá půlkruhově. Kruchta je uložena na dvou kamenným pilířích s jednoduchými patkami a hlavicemi a na dvou pilastrech. Podhled kruchty je tvořen dřevěným kazetových stropem.

## Interiér
Na hlavním oltáři je obraz Andělů strážných a na postranních obrazech je sv. Anna a sv. Jan Nepomucký od Viléma Kandlera.

## Okolí kostela
Křížek vlevo před vchodem do kostela sem byl přenesen z původní dřevěné kaple. Kostel nestojí na přírodním pahorku, ale na uměle navezeném kopci.

## Bohoslužby
Bohoslužby s nedělní platností se konají v sobotu v letním období v 18.00 hod. a v zimním období v 17.00 hod.